# Plebejus pylaon
Plebejus pylaon är en fjärilsart som beskrevs av Fischer von Waldheim 1832. Plebejus pylaon ingår i släktet Plebejus och familjen juvelvingar. Inga underarter finns listade i Catalogue of Life.

## Bildgalleri

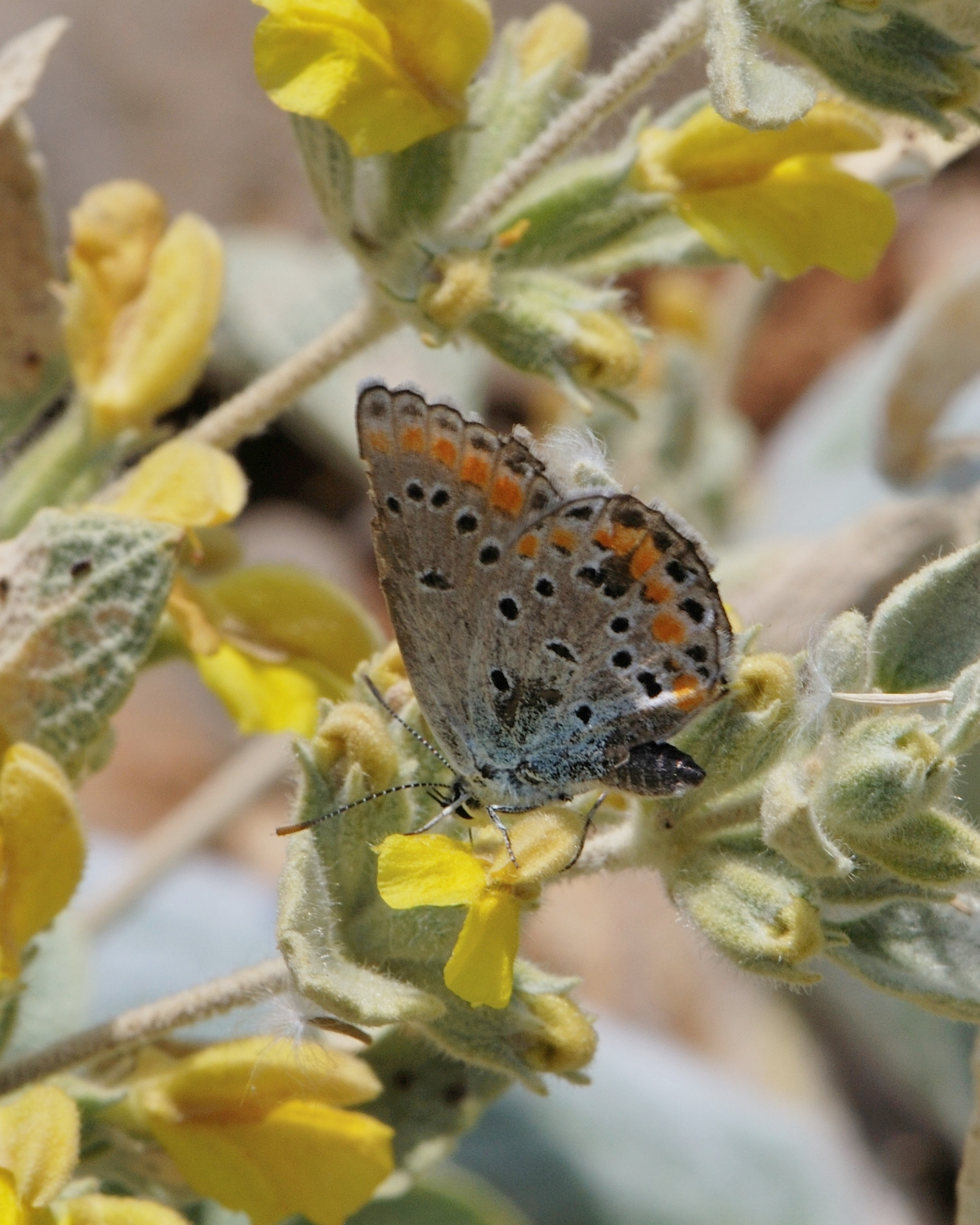
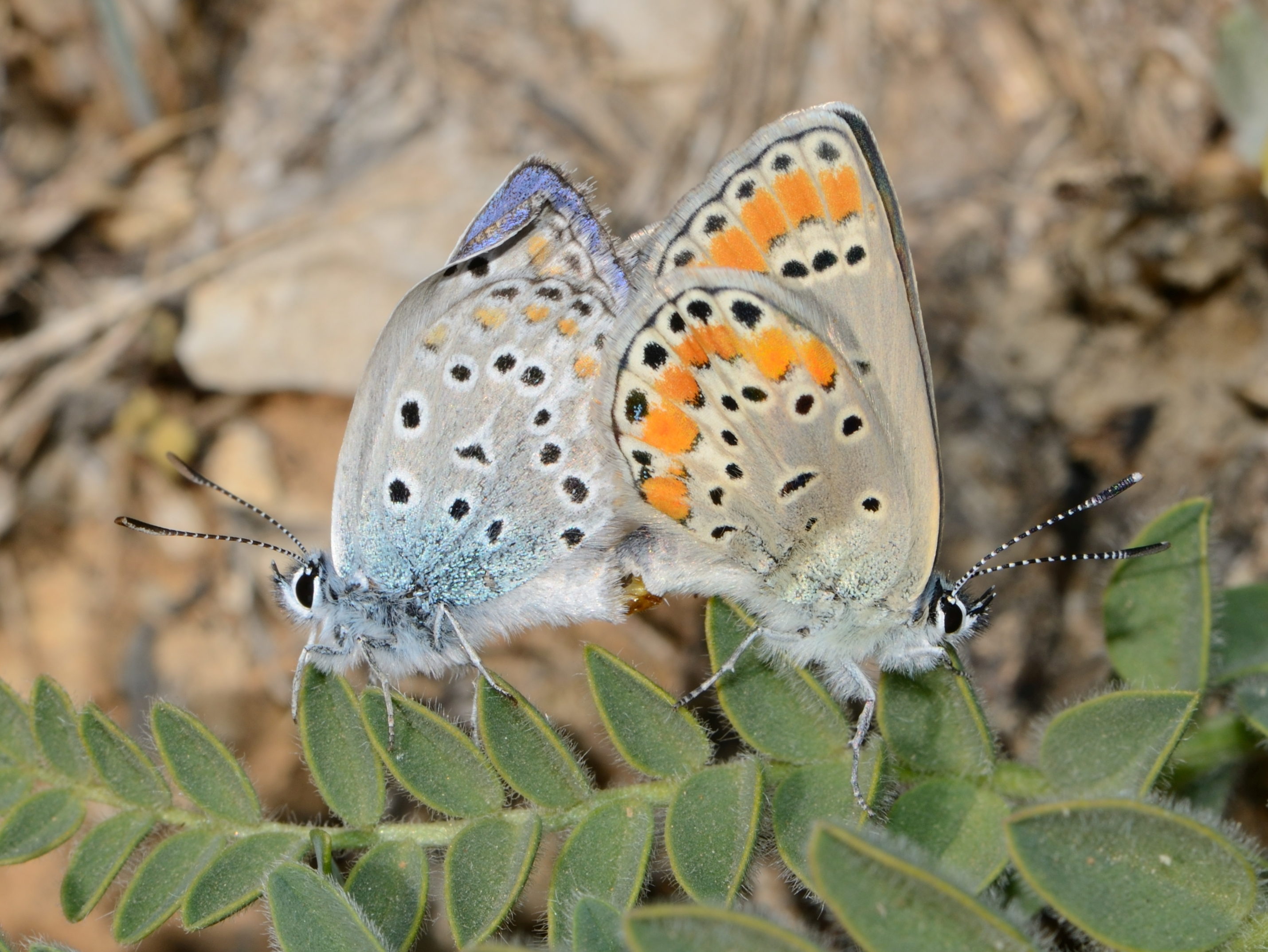